# 苏尔 (德国)
苏尔（德語：Suhl，發音：[zuːl] ⓘ）是德国图林根州的非县辖城市，位于图林根林山南麓，劳特河与哈瑟尔河的河谷地带，曾是苏尔县的县治与東德时期苏尔区的首府，面积141.62平方千米，2023年12月31日人口为36,986人，是该州六个非县辖城市中最小者。
几个世纪以来，苏尔一直是一座矿业小镇，也以兵器制造、体育枪械生产和摩托车制造商西姆松而闻名。1952年，苏尔成为苏尔区的首府，遂被决定重新规划和扩建。在重建过程中，市中心的许多老建筑被拆除，取而代之的是现代化的板式建筑。因此，在短短几年内，苏尔的居民人数就从约2.5万增至5.6万多。然而，自1990年以来，这座非县辖城市经历了经历了全德国县份及非县辖城市中最严重的人口流失，降幅接近40%。2019年1月1日，市镇盖尔贝格与伦施泰格地区施米德费尔德并入苏尔。

## 友好城市
苏尔与以下城市结为友好城市：
- 捷克 捷克布杰约维采
- 法國 贝格勒
- 俄羅斯 卡盧加
- 芬兰 拉赫蒂
- 波蘭 莱什诺
- 保加利亚 斯莫梁
- 德国 维尔茨堡